# Odile de Montluçon
Odile de Montluçon est un personnage légendaire associé à la ville de Montluçon. Son histoire se déroule au Moyen Âge au temps des croisades.

## Légende

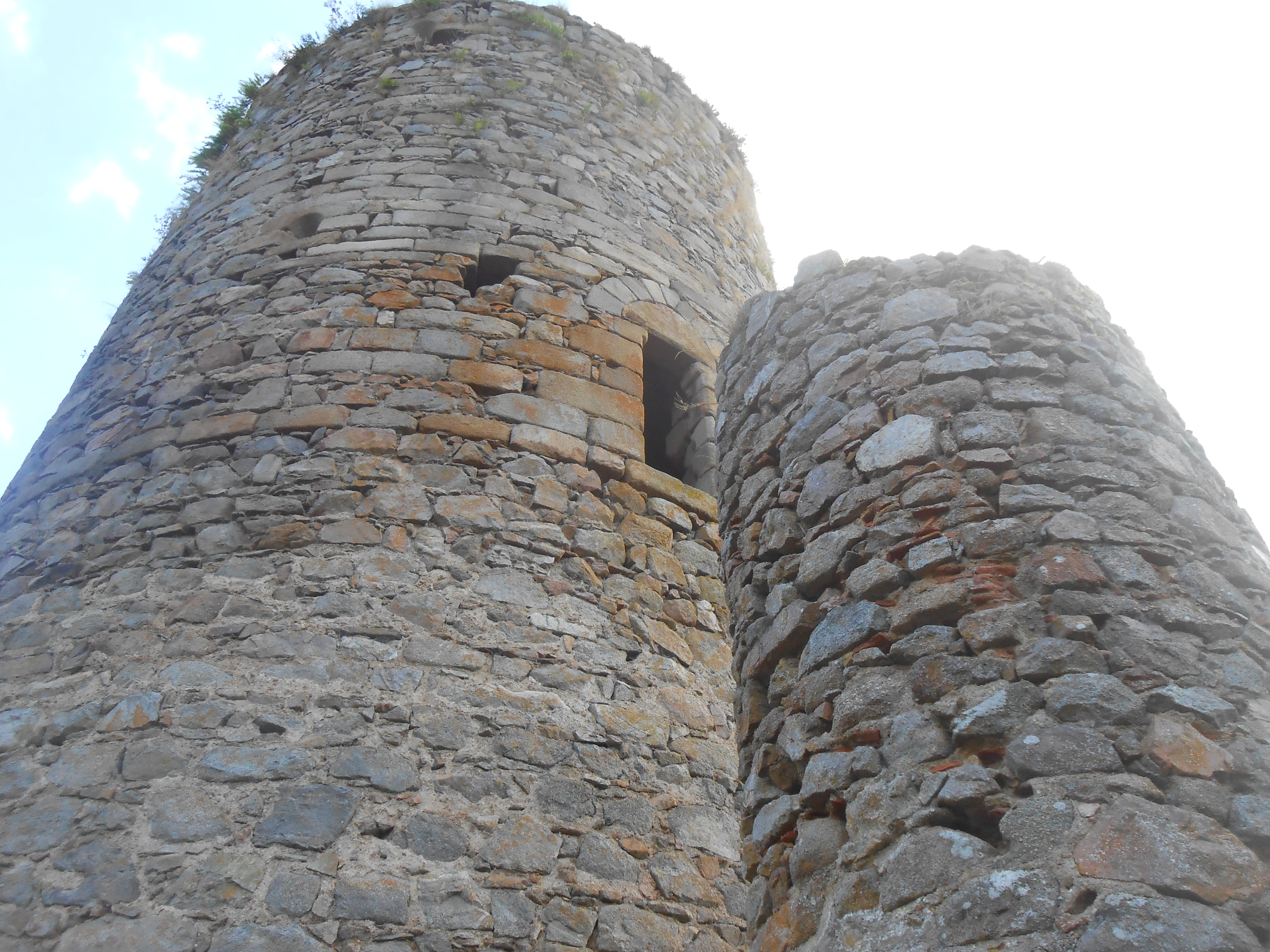
Ruines du donjon du château de l'Ours (fin XIIe siècle / début du XIIIe siècle).

Archambaud, seigneur de Montluçon, partant en Terre sainte, confia la garde du château à son écuyer Raimbaud. Il laissa également sa femme Ermengarde et ses enfants, dont Odile de Montluçon alors âgée de seize ans. Le comte mourut en Palestine et Raimbaud cacha alors son attirance pour la jeune fille.
Mais la veuve d'Archambaud mourut, et, dans la nuit même, l'écuyer viola Odile. Afin de cacher son forfait, Raimbaud fit boire un narcotique à sa victime, l'enferma dans un cercueil et simula des obsèques. 
Peu de temps après, par une nuit noire, il enferma Odile, en compagnie d'une vieille servante, dans le sauvage château des sires de Lignerolles, dont il voulait faire son tombeau et où elle mit au monde un fils. L'enfant, élevé au milieu des bois, grandissait et errait souvent sur les rochers d'alentour, vêtu d'une peau de fauve, effrayant par sa vue les pâtres du voisinage, qui baptisèrent alors le manoir du nom de château de l'Ours.
Un jour, sur les bords du Cher, il fit la rencontre d'un ermite habitant l'ermitage de Sainte-Radegonde, à Budelière, auquel il conta les souffrances et la triste odyssée de sa mère. L'ermite fit rassembler une troupe d'hommes et de seigneurs et se rendit au manoir. Le crime de l'écuyer dévoilé aux habitants de la cité, il fut pendu aux créneaux du château de Montluçon.
Odile fut ramenée dans la ville et se retira dans un couvent et le fils s'illustra plus tard en Palestine sous le nom de chevalier Sarrazin. Il ne reste à présent que des ruines du château de l'Ours.